# استان مانیکالند
استان مانیکالند (به لاتین: Manicaland Province) یک استان در زیمبابوه است که در شرق این کشور واقع شده‌است.

## خصوصیات
استان مانیکالند ۳۶٬۴۵۹ کیلومترمربع مساحت و ۱٬۷۵۲٬۶۹۸ نفر جمعیت دارد.